# 大派恩斯 (加利福尼亞州)
大派恩斯（英語：Big Pines）是位於美國加利福尼亞州洛杉磯縣的一個非建制地區。該地的面積和人口皆未知。

## 地理
大派恩斯的座標為34°22′44″N 117°41′24″W / 34.37889°N 117.69000°W，而該地的平均海拔高度為1216米（即3989英尺）。